# Абу Мухаммад Абд аль-Вахид
Абу Мухаммад Абд аль-Вахид ибн Абу Хафс, или Абд аль-Вахид (араб. أبو محمد عبد الواحد‎, ум. 1222) — первый правитель (вади) Хафсидов в Ифрикии в 1207—1222 годах.

## Биография
Абд аль-Вахид был внуком шейха Абу Хафса Умара из клана Хинтата племени Санхаджи. Тем не менее, он отказался от своего берберского происхождения, считая его недостаточно благородным, и выдавал себя за выходца из Йемена и потомка халифа Умара ибн аль-Хаттаба.
Абд аль-Вахид сопровождал халифа Альмохадов Мухаммада ан-Насира в его экспедиции в Ифрикию в 1205 году. В феврале 1206 года халиф вступил в Тунис, ранее покинутый врагом. Перед отъездом в Марокко халиф доверил управление провинцией Абд аль-Вахиду, одному из своих доверенных людей. Это укрепило авторитет Абд аль-Вахида до такой степени, что его преемники перестали считать себя губернаторами и освободились от господства Альмохадов в 1229 году. Новое королевство вскоре распространило свою власть на Беджаю и ряд соседних регионов.
Абд аль-Вахида сменил его старший сын Абдалла ибн Абд аль-Вахид, но едва тот провозгласил независимость, как был свергнут своим братом Абу Закария Яхья I, который укрепился на престоле и заставил брата согласиться на титул шейха и посвятить себя религии.